# Beachport Conservation Park
Beachport Conservation Park är en park i Australien. Den ligger i kommunen Wattle Range och delstaten South Australia, omkring 310 kilometer sydost om delstatshuvudstaden Adelaide. Den ligger vid sjön Lake George.
Trakten är glest befolkad. Närmaste större samhälle är Beachport, nära Beachport Conservation Park. 
Genomsnittlig årsnederbörd är 870 millimeter. Den regnigaste månaden är juli, med i genomsnitt 146 mm nederbörd, och den torraste är februari, med 14 mm nederbörd.